# Tetraceratops

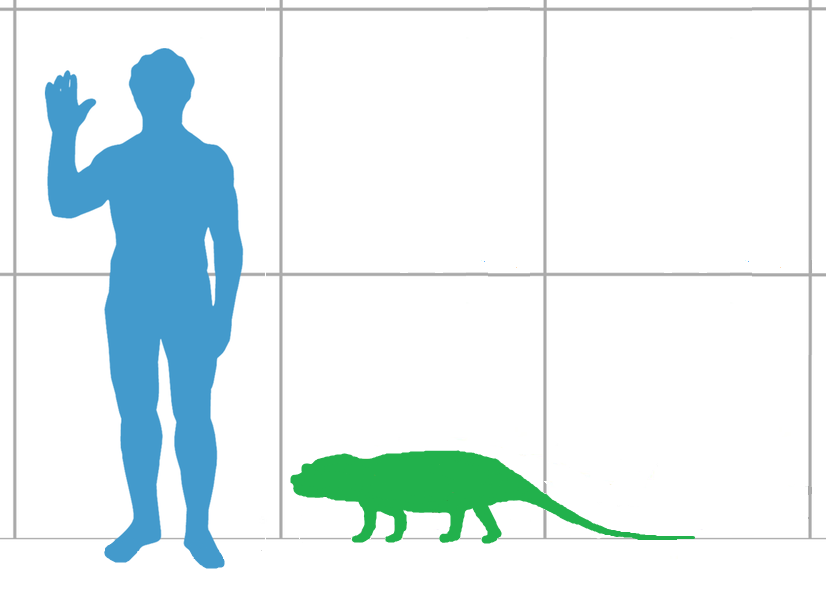
tamaño hipotético de Tetraceratops en comparación con una persona

Tetraceratops es un género de sinápsidos terápsidos que vivió durante el Pérmico Inferior. De acuerdo a una reciente pero controvertida publicación, la especie T. insignis es el primér terápsido conocido. Otros científicos creen que esta es una especie primitiva de sinápsido, posiblemente emparentado con los pelicosaurios, como originalmente se pensó. La evidencia que apoya el origen pre terápsido muestra que la fosa temporal de Tetraceratops se asemeja a los biamorsuquios y otros terápsidos del Pérmico-Triásico.
La especie se conoce a partir de un cráneo de 9 cm de longitud descubierto en el estado de Texas, Estados Unidos, en 1908.

## Apariencia

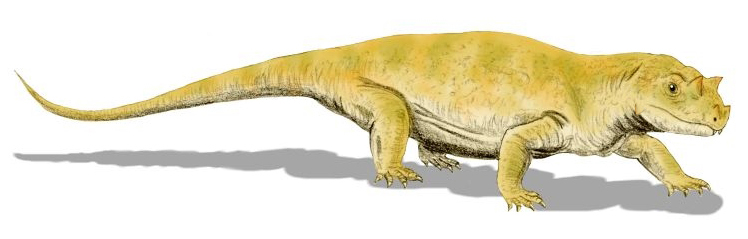
Tetraceratops insignis.

A pesar del nombre del género, Tetraceratops en realidad tenía 6 cuernos, un par ubicado en el hueso premaxilar, otro par situado en el hueso prefrontal y un tercer par en el proceso angular de la mandíbula. Cuando fue descubierto y descrito en 1908, el cráneo hacía parte de un bloque y solo la región premaxilar y prefrontal era visible. En vida pudo haberse asimilado a un lagarto con cuatro cuernos en el hocico y un par de grandes espinas que emergían de sus ángulos madibulares.